# Morgane Caussarieu
Pour les articles homonymes, voir Caussarieu.
Œuvres principales
- Je suis ton ombre
- Dans les veines
- Rouge Toxic
- Techno Freaks
- Vertèbres
- Visqueuse

Morgane Caussarieu, née le 11 décembre 1987 à Vieux-Boucau-les-Bains dans les Landes, est une romancière, tatoueuse, illustratrice, essayiste, anthologiste, et traductrice française, spécialiste du vampire, des monstres, et des scènes undergrounds. Elle est l'une des très rares femmes reconnue et primée à écrire de l'horreur en France, et a été "coup de coeur" des Imaginales 2023, reconnaissance honorifique saluant un jeune auteur d'Imaginaire prometteur. Ses romans explorent principalement les sous-genres fantastique sombre et Body Horror, et sont mâtinés de pop culture. Ils ont été récompensés pèle-mêle des prix Masterton, Bob Morane, Planète SF des bloggeurs, Halliennales, et ont été sélectionés pour le Prix de Flore, le Grand Prix de l'Imaginaire, le Prix Imaginaire de la Société Des Gens de Lettres, le Prix des Utopiales, le Prix Imaginales des écoliers et le Prix Livreaddict. Morgane Caussarieu vit aujourd'hui à Berlin où elle exerce la profession de tatoueuse sous le nom d'artiste Nature Obscure.

## Publications
Morgane Caussarieu publie à 24 ans son premier roman, Dans les veines (Éditions Mnémos, 2012), une histoire de vampire appartenant au genre splatterpunk, en réaction à la figure vampirique aseptisée dans Twilight. En 2013, elle continue avec un essai : Vampires et Bayous, qui s'intéresse à l'installation du buveur de sang en Louisiane. 
Son deuxième roman, Je suis ton ombre (2014) obtient le prix Bob Morane du roman francophone 2015 ainsi que le prix Planète SF des blogueurs 2015. Le roman, qui "se lit d'une traite"[réf. nécessaire], est qualifié de réflexion sur "la tentation de la monstruosité"[réf. nécessaire] et "parle du mal-être d'une certaine jeunesse sans repère"[réf. nécessaire] tout en explorant le "motif du double"[réf. nécessaire] et de la gémellité. "Il confirme le talent certain de Morgane Caussarieu pour revisiter le fantastique en y insufflant une vraie personnalité".
Elle continue sa saga vampirique cette fois-ci en Young Adult avec Rouge Toxic (éditions Actusf, 2017) qui obtient le Prix des Halliennales 2018, puis sa suite, Rouge Venom.  
Son roman de littérature générale au Serpent à Plumes, Techno Freaks, est présélectionné pour le Prix de Flore 2018 et son livre d'horreur jeunesse Vilain Chien! est en lisse pour le Prix Imaginales des écoliers 2022.  
Elle s'essaye ensuite au loup-garou avec Vertèbres, publié au Diable Vauvert, qui obtient le prix Masterton 2022 et est présélectionné pour le Prix Livraddict 2022, "catégorie fantastique" et le Prix des Utopiales 2022. Pour rendre hommage à Anne Rice, à qui elle voue une grande passion[réf. nécessaire], elle écrit à quatre mains avec l'auteur Vincent Tassy une parodie d'Entretien avec un vampire, intitulée Entrevue choc avec un vampire (ActuSF, 2022). Elle écrira aussi quelques articles sur l'autrice dans le Bifrost n°112, Spécial Anne Rice.  
En 2023, Morgane Caussarieu est le "coup de cœur" des Imaginales, reconnaissance honorifique saluant un jeune auteur ou une jeune autrice qui promet. La même année, le Diable Vauvert republie son premier roman dans une édition revue et augmentée, et sous un titre légèrement différent : Dans tes veines. 
Avec Christophe Siébert, elle dirige en 2024 l'anthologie Les Nouveaux Déviants, toujours Au Diable Vauvert, qui réunie les plus belles plumes subversives contemporaines françaises.  
La même année au Diable Vauvert, sort Visqueuse, un roman body-horror traitant du mythe de la sirène, et comportant des illustrations naturalistes réalisées par l'autrice elle-même. Avec Vertèbres et Dans tes veines, ils forment une trilogie renouvellant le bestiaire fantastique. Visqueuse a été selectionné au Prix Imaginaire de la Société des Gens de Lettres, et au Grand Prix de l'Imaginaire et a remporté le prix Masterton 2025. 
En 2025, elle s'associe à nouveau à Vincent Tassy pour écrire Festin de Larmes, un livre hommage à la littérature gothique du 19ème siècle. Elle réaliste elle-même l'illustration de couverture et les illustrations intérieures. 
La même année, elle fait aussi partie du jury du prix Sadoul de la nouvelle, présidé par Barbara Sadoul. 

## Œuvres

### Romans
- Dans les veines[14], Mnémos, 2012
- Je suis ton ombre[15], Mnémos, 2014Prix Bob Morane du meilleur roman francophone 2015 et prix Planète SF des blogueurs 2015
- Les Enfants de SamediRoman court paru dans Black Mambo aux éditions Chat Noir en 2015
- Chéloïdes, chronique punk, Atelier Mosésu, 2017
- Rouge toxic , Éditions ActuSF, février 2018, prix des Halliennales 2018[5]
- Techno freaks , Éditions Le Serpent à plumes, août 2018, sélection du Prix de Flore 2018
- Rouge venom, Éditions ActuSF, 2019
- Vilain chien!, Aux éditions Chat Noir, 2020, sélection Prix Imaginales des écoliers 2022
- Vertèbres, Au Diable Vauvert, 2021, prix Masterton 2022
- Entrevue choc avec un vampire, Editions Actusf, 2022, écrit à 4 mains avec Vincent Tassy
- Dans tes veines, Au diable vauvert, 2023
- Le syndrome de Pan, Livr's, 2024
- Visqueuse, Au diable vauvert, 2024, prix Masterton 2025, sélection GPI 2025, sélection Prix SDGL 2025
- Festin de Larmes, Editions Actusf, 2025, écrit à 4 mains avec Vincent Tassy

### Nouvelles
Classement par ordre chronologique de parution.
- Le Syndrome de Pan, in Utopiales 2018, ActuSF, coll « Les Trois souhaits »  (ISBN 978-2-36629-947-2), 2018, p. 189-239.
- La Maman de Martin, Utopiales 2022, ActuSF, pages 153 à 177, 2022.
- Un arrière-goût d'éternité, in Nous parlons depuis les ténèbres, éditions goater, 2023, p. 37-54.

### Essais
- Vampires et Bayous : sexe, sang et décadence, la résurrection du mythe en Louisiane, Mnémos, 2013

### Traductions
- Le Pacte des loups (Melissa de la Cruz), Albin Michel Wiz, 2013
- Dragonhaven (Robin McKinley), Mnémos, 2015